# Lachnum trapeziforme
Lachnum trapeziforme är en svampart som beskrevs av Velen. 1934. Lachnum trapeziforme ingår i släktet Lachnum och familjen Hyaloscyphaceae.   Inga underarter finns listade i Catalogue of Life.